# 王廣 (明朝)
王廣，福建福州府侯官县人，明朝政治人物、進士出身。

## 生平
洪武二十年，福建丁卯乡试中舉。洪武二十一年（1388年）聯捷戊辰科進士。